# 賴厝廍
賴厝廍，是臺灣臺中市北區的一個傳統地域名稱，也是全區行政中心所在地，位於該區中部偏西北。相較於今日行政區，其範圍大致包括賴興里西南半部、賴旺里不含北部邊界地帶中段、立人里不含西部邊界地帶及北部邊界地帶中西側、梅川里不含東北部、賴明里、長青里東部、賴厝里、賴福里、明新里不含西北部、賴村里、健行里東部、育德里、中達里、文莊里、光大里北半部不含東部邊界地帶。

## 歷史
台灣清治末期至日治初期，賴厝廍地區為一街庄，稱為「賴厝廍庄」，隸屬於捒東下堡。該庄西北與水湳庄為鄰，東北與二份埔庄為鄰，東與邱厝仔庄為鄰，南邊為後壠仔庄，西邊為乾溝仔庄。
1901年（日治明治三十四年）11月，全台廢縣廳改設二十廳，該庄隸屬於臺中廳。1903年（明治三十六年）6月，該庄編入「二份埔區」，隸屬於臺中廳。1909年（明治四十二年）10月，合併二十廳為十二廳，該庄改編入「三十張犁區」，仍隸屬於臺中廳。1920年（大正九年），全台地方制度大改正，廢十二廳改設五州二廳，該庄改制為「賴厝廍」大字，隸屬於臺中州大屯郡北屯庄。1941年9月，乾溝子、賴厝廍、邱厝子、大字北屯之一部（宮北）併入州轄臺中市。
戰後賴厝廍劃入北區，隸屬於臺灣省轄臺中市，大字亦改制為里。2010年12月，臺中縣市合併為直轄臺中市，北區隸屬不變。

## 聚落
本地區發展較早的聚落為賴厝廍，在日治期初期的官方地圖上已有記載。

## 交通
省道台1乙線（中清路二段）是大雅至大肚區王田的幹道，大致以北北西—南南東走向轉縱向再轉東北—西南走向經過賴厝廍地區。由該道路向北北西可前往西屯東北部、大雅並止於省道台10線路口，向西南可前往台中市西區、南區、烏日並止於國道1號王田交流道南側的省道台1線路口。

## 學校
- 臺中市立臺中第二高級中等學校
- 天主教曉明女子高級中學
- 臺中市立立人國民中學
- 臺中市北區賴厝國民小學
- 臺中市北區立人國民小學
- 臺中市北區健行國民小學
- 臺中市北區篤行國民小學

## 廟宇
- 元保宮（保生大帝廟）
- 北區公所福德祠（土地祠）

## 醫療機構
- 國軍臺中總醫院中清院區